# 哈利娜·科诺帕茨卡
哈利娜·科诺帕茨卡（波蘭語：Halina Konopacka，1900年2月26日—1989年1月28日），波兰女子田径运动员，主攻铁饼。她曾代表波兰参加1928年夏季奥林匹克运动会田径比赛，获得女子铁饼金牌。